# Mézerolles
Mézerolles est une commune française située dans le département de la Somme en région Hauts-de-France.

## Géographie

### Localisation
Mézerolles est un village picard du Ponthieu.
À vol d'oiseau, la commune est située à 8 km au nord-est de Bernaville, 8 km au nord-ouest de Doullens, 10 km au sud-est d'Auxi-le-Château, 30 km au nord-est d'Abbeville, 33 km au nord-ouest d'Amiens et à 40 km au sud-ouest d'Arras.
Le territoire de la commune est limitrophe de ceux de cinq communes.
Les communes limitrophes sont Barly, Frohen-sur-Authie, Le Meillard, Outrebois et Remaisnil.

### Hydrographie

#### Réseau hydrographique
La commune est située dans le bassin Artois-Picardie. Elle est drainée par l'Authie, l'Hayette, la Remaisnil, le Meillard et divers autres petits cours d'eau.
L'Authie, d'une longueur de 108 km, prend sa source dans la commune de Coigneux et se jette  dans la Manche, son embouchure formant une vaste baie, comprise entre Fort-Mahon-Plage et Berck, typique des estuaires picards. Les caractéristiques hydrologiques de l'Authie sont données par la station hydrologique située sur la commune. Le débit moyen mensuel est de 3,84 m3/s. Le débit moyen journalier maximum est de 11,9 m3/s, atteint lors de la crue du 7 février 2024. Le débit instantané maximal est quant à lui de 24,9 m3/s, atteint le même jour.

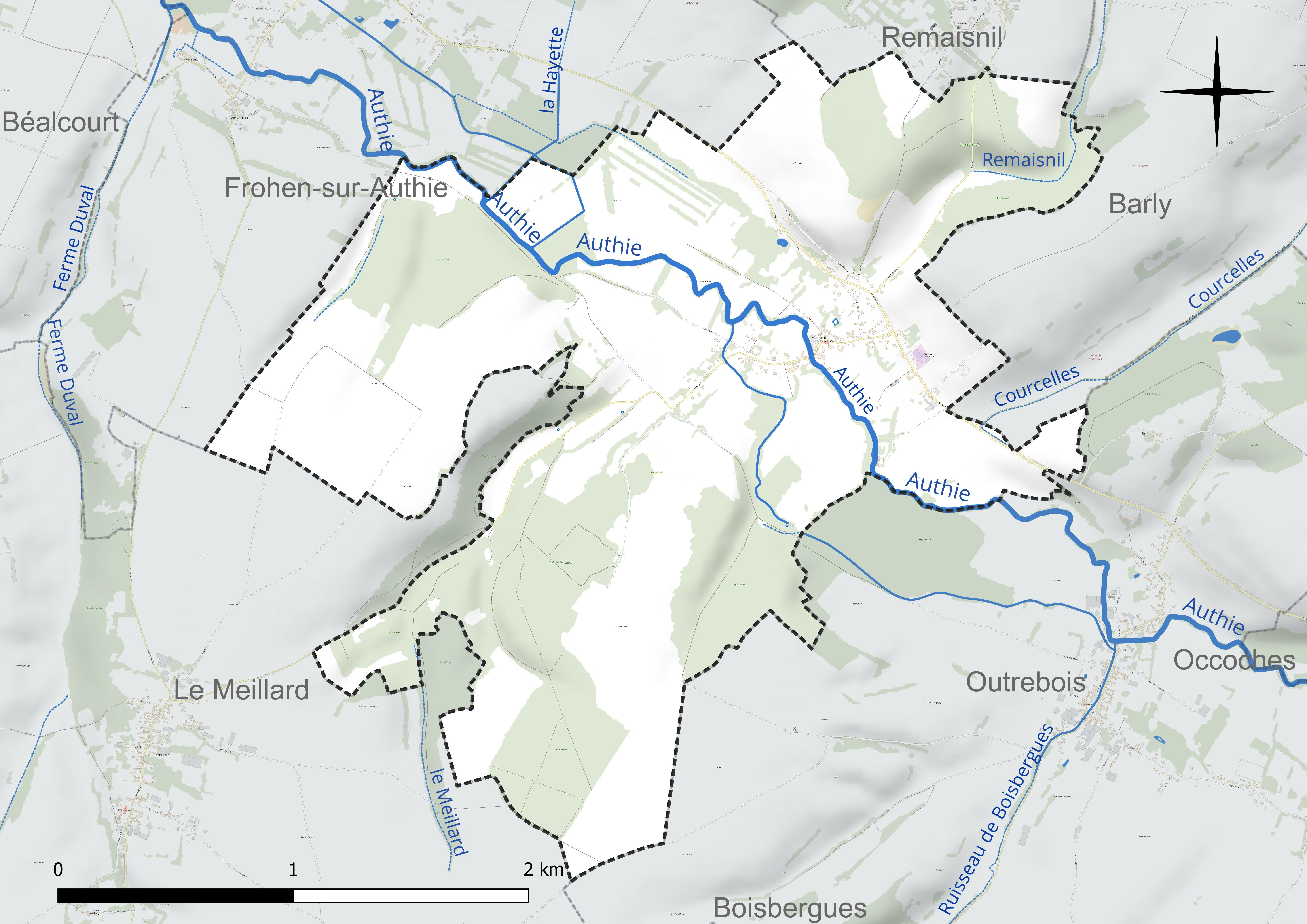
Réseau hydrographique de Mézerolles.

#### Gestion et qualité des eaux
Le territoire communal est couvert par le schéma d'aménagement et de gestion des eaux (SAGE) « Authie ». Ce document de planification concerne un territoire de 1 253 km2 de superficie, délimité par le bassin versant de l'Authie. Le périmètre a été arrêté le 5 août 1999 et le SAGE proprement dit est, en 2024, en cours d'élaboration. La structure porteuse de l'élaboration et de la mise en œuvre est le syndicat mixte Canche Et Authie. 
La qualité des cours d'eau peut être consultée sur un site dédié géré par les agences de l'eau et l'Agence française pour la biodiversité. 

### Climat
Pour des articles plus généraux, voir Climat des Hauts-de-France et Climat de la Somme.
En 2010, le climat de la commune est de type climat océanique dégradé des plaines du Centre et du Nord, selon une étude du CNRS s'appuyant sur une série de données couvrant la période 1971-2000. En 2020, Météo-France publie une typologie des climats de la France métropolitaine dans laquelle la commune est exposée à un climat océanique et est dans la région climatique  Côtes de la Manche orientale, caractérisée par un faible ensoleillement (1 550 h/an) ; forte humidité de l'air (plus de 20 h/jour avec humidité relative > 80 % en hiver), vents forts fréquents. 
Pour la période 1971-2000, la température annuelle moyenne est de 10 °C, avec une amplitude thermique annuelle de 14 °C. Le cumul annuel moyen de précipitations est de 824 mm, avec 12,7 jours de précipitations en janvier et 8,8 jours en juillet. Pour la période 1991-2020, la température moyenne annuelle observée sur la station météorologique la plus proche, située sur la commune de Bernaville à 8 km à vol d'oiseau, est de 10,4 °C et le cumul annuel moyen de précipitations est de 877,3 mm,. Pour l'avenir, les paramètres climatiques de la commune estimés pour 2050 selon différents scénarios d'émission de gaz à effet de serre sont consultables sur un site dédié publié par Météo-France en novembre 2022.

## Urbanisme

### Typologie
Au 1er janvier 2024, Mézerolles est catégorisée commune rurale à habitat dispersé, selon la nouvelle grille communale de densité à sept niveaux définie par l'Insee en 2022.
Elle est située hors unité urbaine. Par ailleurs la commune fait partie de l'aire d'attraction d'Amiens, dont elle est une commune de la couronne,. Cette aire, qui regroupe 369 communes, est catégorisée dans les aires de 200 000 à moins de 700 000 habitants,.

### Occupation des sols
L'occupation des sols de la commune, telle qu'elle ressort de la base de données européenne d'occupation biophysique des sols Corine Land Cover (CLC), est marquée par l'importance des territoires agricoles (62,8 % en 2018), en diminution par rapport à 1990 (67,6 %). La répartition détaillée en 2018 est la suivante : 
terres arables (41,3 %), forêts (32 %), prairies (20,7 %), zones urbanisées (5,2 %), zones agricoles hétérogènes (0,8 %). L'évolution de l'occupation des sols de la commune et de ses infrastructures peut être observée sur les différentes représentations cartographiques du territoire : la carte de Cassini (XVIIIe siècle), la carte d'état-major (1820-1866) et les cartes ou photos aériennes de l'IGN pour la période actuelle (1950 à aujourd'hui).

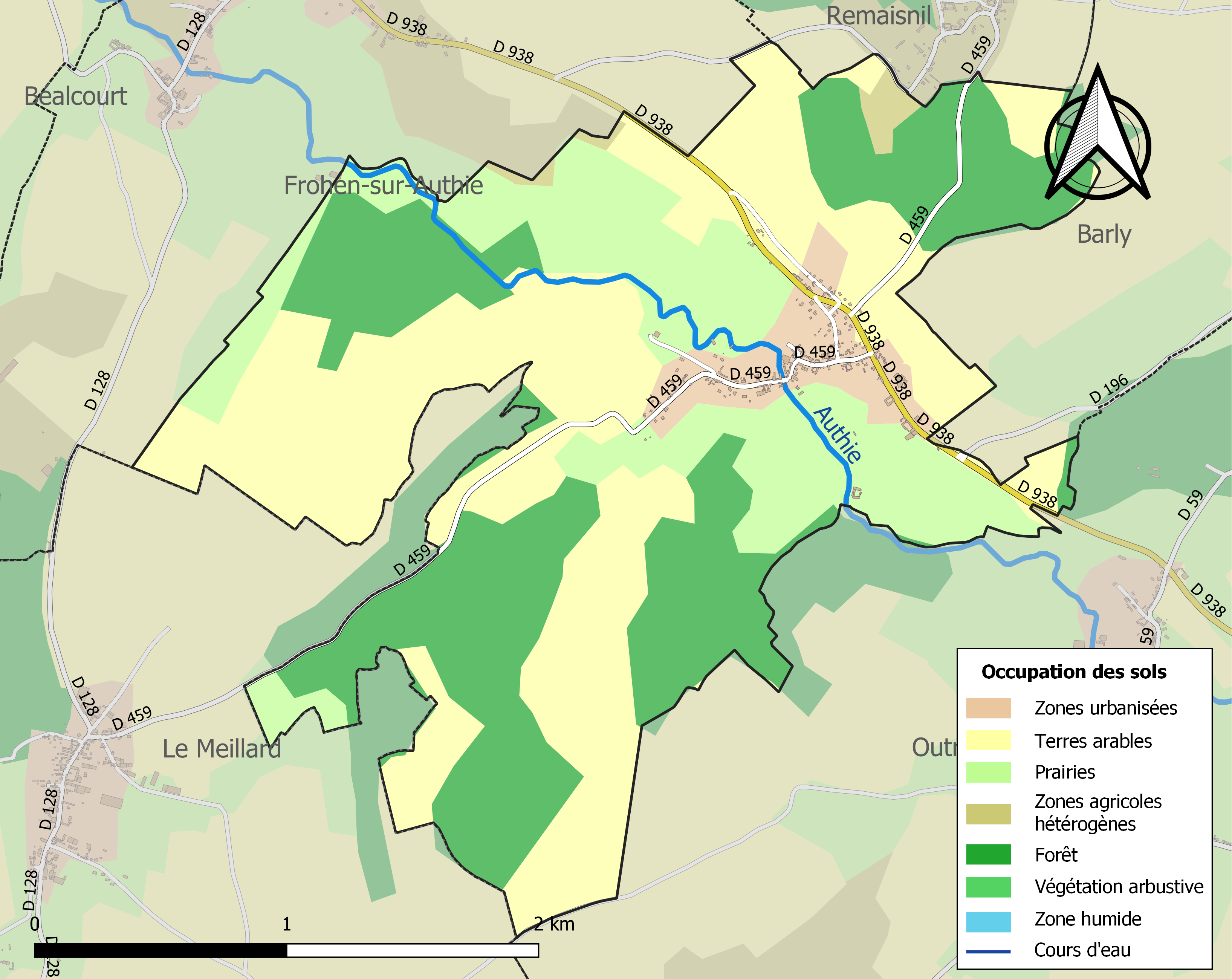
Carte des infrastructures et de l'occupation des sols de la commune en 2018 (CLC).

### Voies de communication et transports
La localité est desservie par les autocars du réseau inter-urbain Trans'80, la ligne no 58 (Auxi-le-Château - Doullens), le jeudi et le samedi, jours de marché.

## Toponymie
Le nom de la localité est attesté sous les formes Maceriæ en 650 ; Maiserole en 1136 ; Masgelores en 1136 ; Meserolii en 1140 ; Maiserollii en 1176 ; Maiserolles en 1179 ; Maiseroles en 1204 ; Maisierole en 1210 ; Meseroles en 1276 ; Maiserollez en 1372 ; Mazelles, Mazerolles en 1453 ; Maizerolles en 1507 ; Masoroelles en 1579 ; Maseroelles en 1608 ; Maizerolle en 1638 ; Maseroeles en 1639 ; Mezerolles en 1730 ; Maiserole en 1733 ; Maiserolle en 1761 ; Mazeroëles en 1771.

De Macerias, champ de vignes entouré de murailles.

## Histoire
Robert de Maiserolles détient la seigneurie en 1204.
En 1470, Jeanne de Flavy est dame de Mézerolles, elle est l'épouse de Jehan d'Auxi.
Avant la Révolution, une branche de la famille de Mailly a possédé la seigneurie.

## Politique et administration
| Période                                  | Période                      | Identité           | Étiquette | Qualité                                                                                     |
| ---------------------------------------- | ---------------------------- | ------------------ | --------- | ------------------------------------------------------------------------------------------- |
| Les données manquantes sont à compléter. |                              |                    |           |                                                                                             |
| 1925                                     | 1954                         | Gabriel Pronier    |           |                                                                                             |
| 1954                                     | 1971                         | Henri Pronier      |           |                                                                                             |
| 1971                                     | 1985                         | Jean Gallet        |           | Décédé en fonction                                                                          |
| 1985                                     | 2020                         | Jean-Pierre Fernet |           | Ancien président du syndicat d'eau de la moyenne vallée de l'Authie Vice-président du SIAEP |
| 2020,                                    | En cours (au 8 octobre 2020) | Guy Delannoy       |           |                                                                                             |

## Population et société

### Démographie
L'évolution du nombre d'habitants est connue à travers les recensements de la population effectués dans la commune depuis 1793. Pour les communes de moins de 10 000 habitants, une enquête de recensement portant sur toute la population est réalisée tous les cinq ans, les populations de référence des années intermédiaires étant quant à elles estimées par interpolation ou extrapolation. Pour la commune, le premier recensement exhaustif entrant dans le cadre du nouveau dispositif a été réalisé en 2004.

En 2022, la commune comptait 182 habitants, en évolution de −3,7 % par rapport à 2016 (Somme : −1,26 %, France hors Mayotte : +2,11 %).
| 1793 | 1800 | 1806 | 1821 | 1831 | 1836 | 1841 | 1846 | 1851 |
| ---- | ---- | ---- | ---- | ---- | ---- | ---- | ---- | ---- |
| 330  | 336  | 367  | 417  | 446  | 472  | 465  | 457  | 479  |

| 1856 | 1861 | 1866 | 1872 | 1876 | 1881 | 1886 | 1891 | 1896 |
| ---- | ---- | ---- | ---- | ---- | ---- | ---- | ---- | ---- |
| 473  | 464  | 480  | 394  | 396  | 329  | 311  | 280  | 269  |

| 1901 | 1906 | 1911 | 1921 | 1926 | 1931 | 1936 | 1946 | 1954 |
| ---- | ---- | ---- | ---- | ---- | ---- | ---- | ---- | ---- |
| 249  | 281  | 236  | 207  | 199  | 207  | 190  | 190  | 185  |

| 1962 | 1968 | 1975 | 1982 | 1990 | 1999 | 2004 | 2006 | 2009 |
| ---- | ---- | ---- | ---- | ---- | ---- | ---- | ---- | ---- |
| 161  | 155  | 140  | 155  | 160  | 165  | 197  | 198  | 200  |

| 2014 | 2019 | 2022 | - | - | - | - | - | - |
| ---- | ---- | ---- | - | - | - | - | - | - |
| 191  | 184  | 182  | - | - | - | - | - | - |

### Enseignement
Un regroupement pédagogique est mis en place à l'école des Fontaines bleues de Mézerolles depuis 2005. Il associe les communes de Remaisnil, Heuzecourt, Barly, Outrebois, Occoches, Boisbergues, Le Meillard, Béalcourt et Frohen-sur-Authie. Une salle multi-activités est inaugurée en septembre 2019.

## Culture locale et patrimoine

### Lieux et monuments
- Église Saint-Martin.

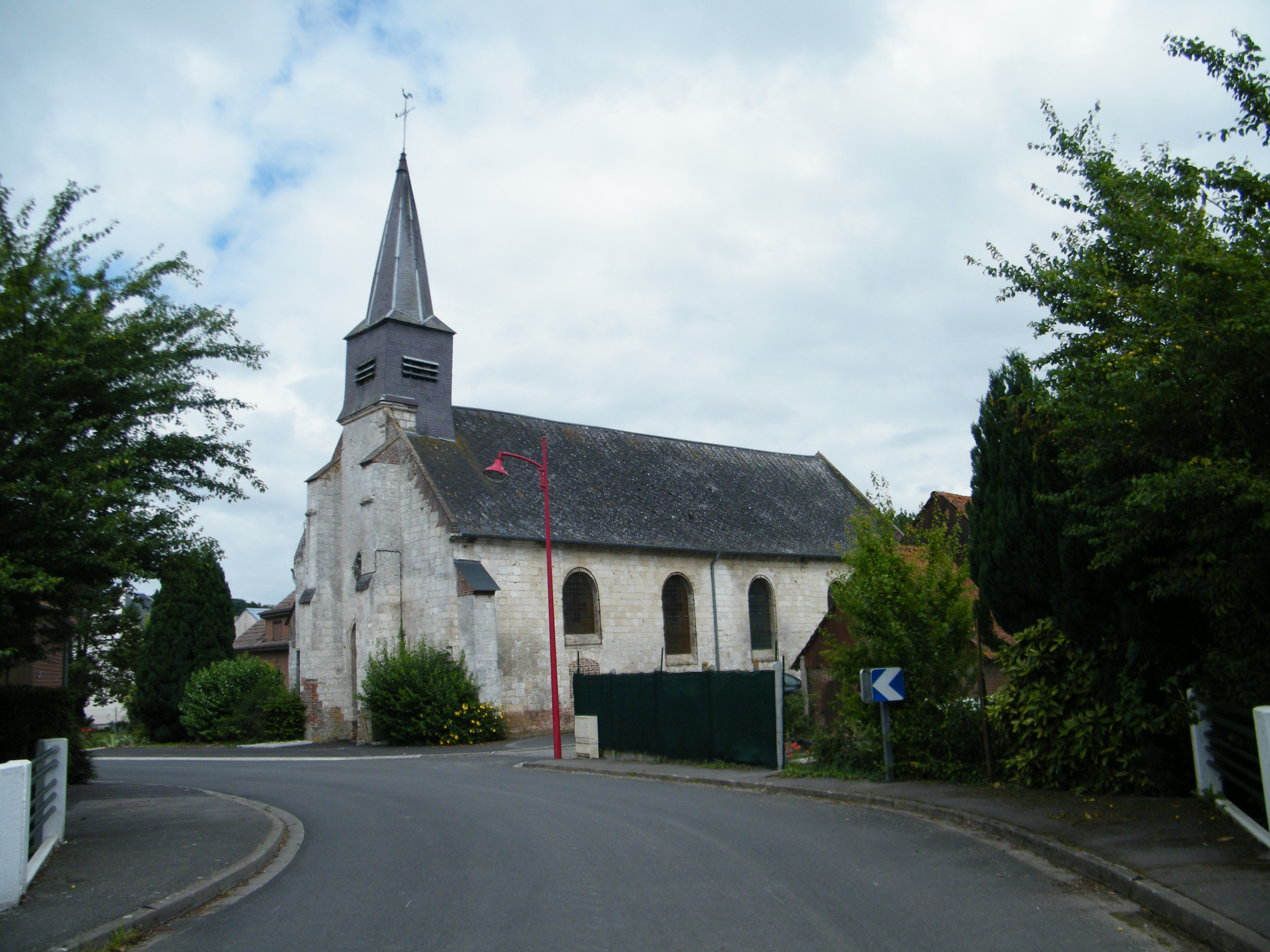
Saint-Martin.
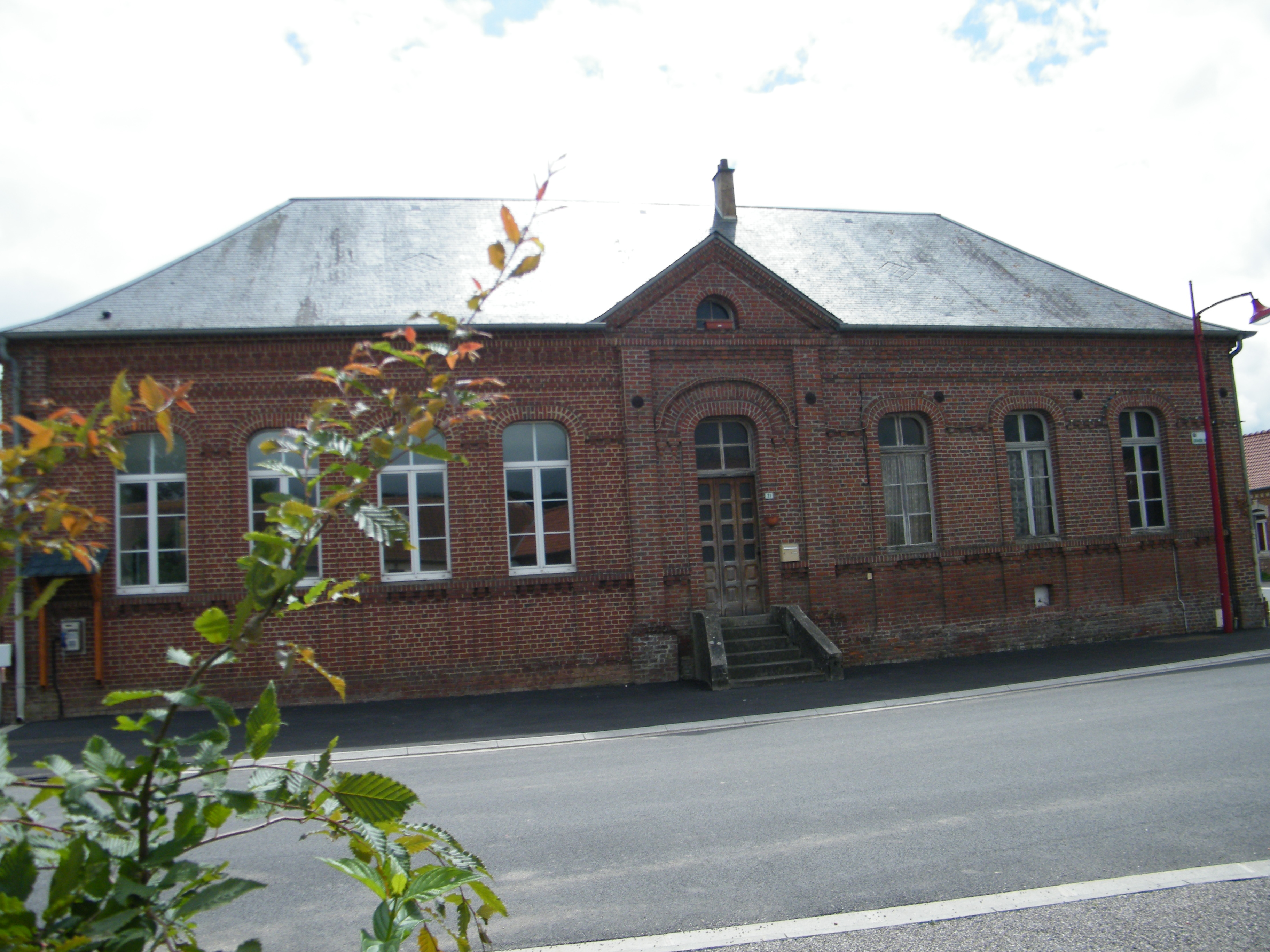
Bâtiments communaux.
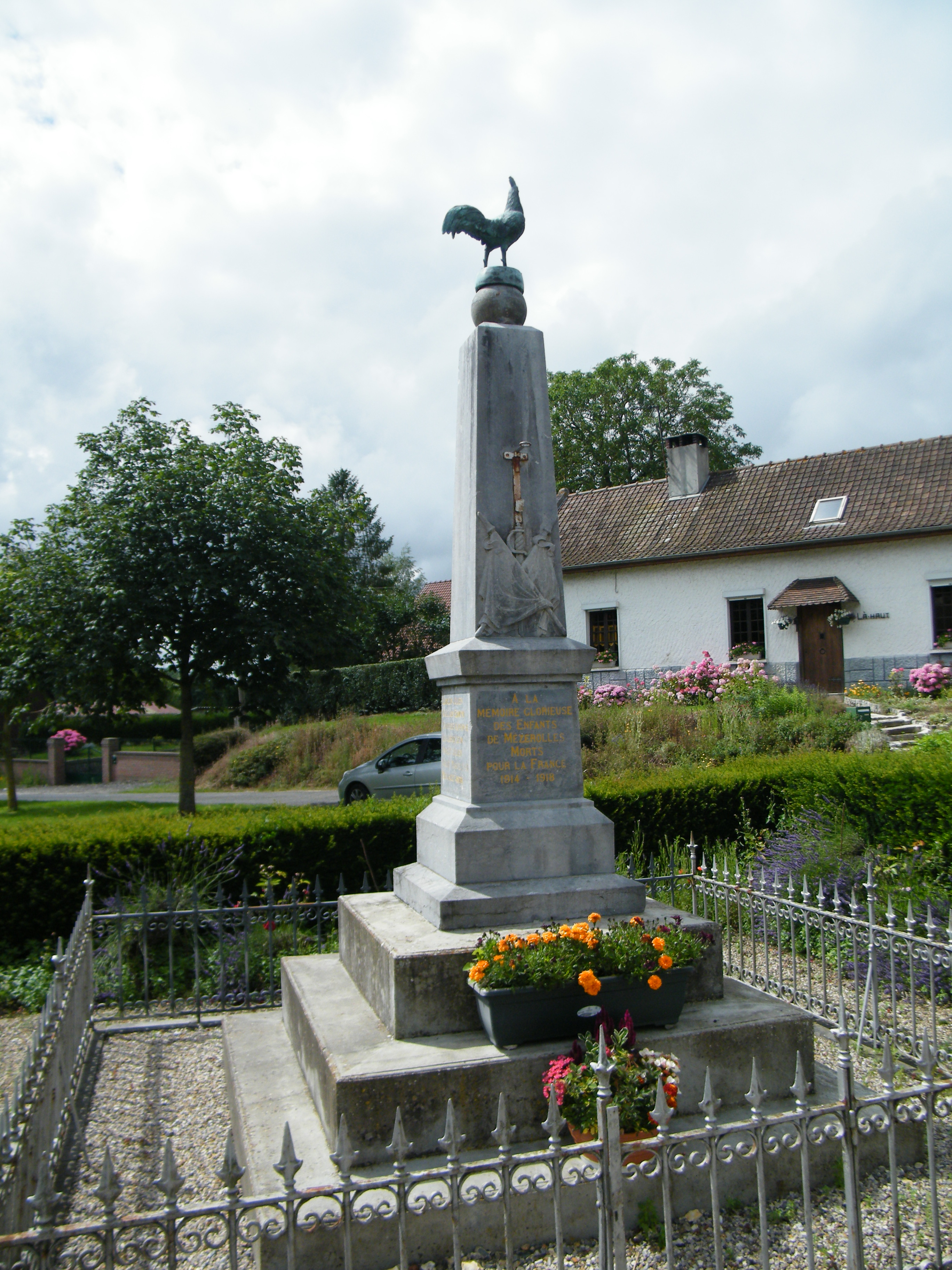
Monument arborant son coq gaulois.
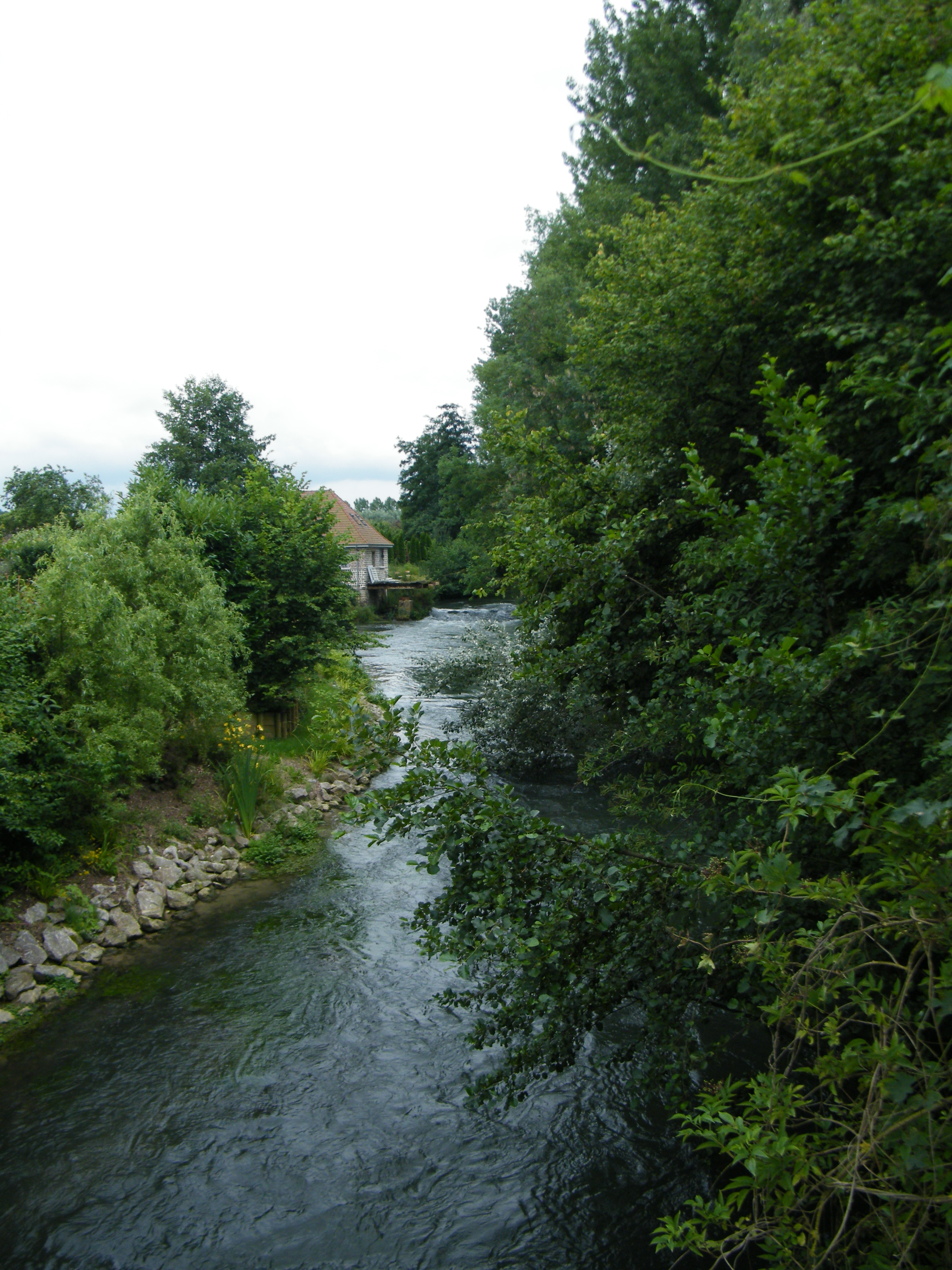
L'Authie à Mézerolles.

### Personnalités liées à la commune
- Saint Fursy, mort à Mézerolles, vers 648.

### Héraldique
| Blason de Mézerolles | Blason  | Écartelé: au 1er de sinople à trois canards en vol de sable, au 2e d'argent à trois peupliers de sinople, au 3e d'argent à la truite au naturel, posée en pal, contournée et ployée vers dextre, au 4e de sinople au grêlier contourné d'or. Ornements extérieursCouronne murale : trois tours Soutiens : deux branches de saules          |
| Blason de Mézerolles | Détails | Est attribué à la commune ce blason qui évoque la campagne et la nature : la truite pour l'Authie, les peupliers pour les marais, les canards sauvages et la trompette de chasseurs. * Il y a là non-respect de la règle de contrariété des couleurs : ces armes sont fautives (sable sur sinople). Le statut officiel reste à déterminer. |